# HD103457
HD103457 — хімічно пекулярна зоря спектрального класу
A0 й має видиму зоряну величину в смузі V приблизно  7,8.

## Пекулярний хімічний склад
Зоряна атмосфера HD103457 має підвищений вміст 
Si
.